# Rasipuram
Rasipuram (o Rasipur) è una suddivisione dell'India, classificata come town panchayat, di 46.370 abitanti, situata nel distretto di Namakkal, nello stato federato del Tamil Nadu. In base al numero di abitanti la città rientra nella classe III (da 20.000 a 49.999 persone).

## Geografia fisica
La città è situata a 11° 28' 0 N e 78° 10' 0 E e ha un'altitudine di 245 m s.l.m..

## Società

### Evoluzione demografica
Al censimento del 2001 la popolazione di Rasipuram assommava a 46.370 persone, delle quali 23.490 maschi e 22.880 femmine. I bambini di età inferiore o uguale ai sei anni assommavano a 4.596, dei quali 2.387 maschi e 2.209 femmine. Infine, coloro che erano in grado di saper almeno leggere e scrivere erano 33.704, dei quali 18.668 maschi e 15.036 femmine.